# Discocyrtus alticola
Discocyrtus alticola is een hooiwagen uit de familie Gonyleptidae.